# Episodi di Dog with a Blog (prima stagione)
La prima stagione della serie televisiva Dog with a Blog è stata trasmessa negli Stati Uniti dal 12 ottobre 2012.
In Italia la serie è andata in onda dal 15 marzo 2013 al 25 gennaio 2014 su Disney Channel.
| nº | Titolo originale             | Titolo italiano                  | Prima TV USA     | Prima TV Italia   |
| -- | ---------------------------- | -------------------------------- | ---------------- | ----------------- |
| 1  | Stan Of The House            | Benvenuto Stan                   | 12 ottobre 2012  | 15 marzo 2013     |
| 2  | The Fast And The Furriest    | Guida da cani                    | 4 novembre 2012  | 22 marzo 2013     |
| 3  | Dog With A Hog               | Cane vs. maiale                  | 11 novembre 2012 | 29 marzo 2013     |
| 4  | Wingstan                     | Un amico, una spalla             | 18 novembre 2012 | 5 aprile 2013     |
| 5  | World Of Woorfcraft          | Amante barboncini                | 25 novembre 2012 | 12 aprile 2013    |
| 6  | Bark! The Herald Angels Sing | Natale jazz                      | 2 dicembre 2012  | 19 aprile 2013    |
| 7  | The Parrot Trap              | Un nuovo animale                 | 13 gennaio 2013  | 26 aprile 2013    |
| 8  | The Bone Identity            | Il genio della matematica        | 27 gennaio 2013  | 10 maggio 2013    |
| 9  | Stan Stops Talking           | Stan è depresso                  | 17 febbraio 2013 | 17 maggio 2013    |
| 10 | Dog Loses Girl               | Concerto sul prato               | 24 febbraio 2013 | 24 maggio 2013    |
| 11 | Stan Ing-Guard               | Stan cane da guardia             | 24 marzo 2013    | 31 maggio 2013    |
| 12 | Freaky Fido                  | Così come sei                    | 7 aprile 2013    | 25 gennaio 2014   |
| 13 | Guess Who's A Cheerleader    | La ragazza volante               | 28 aprile 2013   | 7 giugno 2013     |
| 14 | Crimes Of The Art World      | La gara d'arte                   | 5 maggio 2013    | 20 settembre 2013 |
| 15 | Avery's First Crush          | La prima cotta di Avery          | 12 maggio 2013   | 27 settembre 2013 |
| 16 | The Truck Stops Here         | Responsabilità                   | 9 giugno 2013    | 4 ottobre 2013    |
| 17 | Avery's First Breakup        | Fine della prima storia di Avery | 23 giugno 2013   | 25 ottobre 2013   |
| 18 | A New Baby?                  | La famiglia "si allarga"         | 14 luglio 2013   | 11 ottobre 2013   |
| 19 | Stan Talks to Gran           | Stan parla con la nonna          | 21 luglio 2013   | 18 ottobre 2013   |
| 20 | Avery's Wild Party           | La festa selvaggia di Avery      | 28 luglio 2013   | 13 novembre 2013  |
| 21 | My Parents Posted What?!     | Talent show                      | 11 agosto 2013   | 25 gennaio 2014   |
| 22 | Stan's Old Owner             | Il vecchio proprietario di Stan  | 25 agosto 2013   | 25 gennaio 2014   |

## Benvenuto Stan
- Titolo originale: Stan Of The House
- Diretto da: Neal Israel
- Scritto da: Philip Stark & Michael B. Kaplan

### Trama
Avery Jennings e Tyler James sono fratellastri che litigano in continuazione. Dato che i loro litigi sono sempre più frequenti, Bennett adotta un cane nella speranza che Avery e Tyler, nel prendersi cura di lui, formino un legame. Quando i ragazzi scoprono che il loro cane "ordinario" ha la capacità di parlare, devono lavorare insieme al fine di mantenere un segreto da tutti, soprattutto i genitori.

## Guida da cani
- Titolo originale: The Fast and the Furriest
- Diretto da: Neal Israel
- Scritto da: Micael B. Kaplan

### Trama
A sorpresa Tyler ottiene la patente al primo tentativo. Come prevedibile, nessuno si fida delle sue capacità di guida e, per di più, quando l'auto di Bennett viene trovata ammaccata la colpa ricade su di lui. Ma alla guida in realtà c'era Stan.

## Cane vs. maiale
- Titolo originale: Dog With a Hog
- Diretto da: Neal Isreel
- Scritto da: Judd Pillot

### Trama
Stan diventa la nuova mascotte della squadra di Avery. Per farle uno scherzo, Tyler finge un rapimento da parte dei ragazzi della scuola avversaria, ma inconsapevole dell'accaduto, Avery rapisce Big Murray, il maiale mascotte degli avversari.

## Un amico, una spalla
- Titolo originale: Wingstan
- Diretto da: Neal Israel
- Scritto da: Richard Gurman

### Trama
Stan fa da spalla a Tyler aiutandolo a conquistare la nuova vicina sudamericana Niki Oritiz (Denyse Tontz). La ragazza, praticamente perfetta, diventa molto amica di Avery. Intanto, Chloe convince il padre a parlare a scuola del suo lavoro, ma il risultato è disastroso.

## Amante barboncini
- Titolo originale: World of Woofcraft
- Diretto da: Shelley Jensen
- Scritto da: Steve Jarczak & Shawn Thomas

### Trama
Stan è alle prese con un videogioco on-line (Il Regno della Torre) che gli fa trovare un nuovo amico a distanza, cioè Kevin (il cui nome nel gioco è Kilgor). Avery cerca di aiutarlo ad incontrarlo ma, cominciando ad interessarsi a lui, non ascolta le richieste di Stan. Intanto, contro il parere dei genitori, Chloe desidera farsi i buchi alle orecchie quindi inganna Tyler.
Nota: Il Regno della Torre è una parodia di World of Warcraft.

## Natale jazz
- Titolo originale: Bark! the Herald Angels Sing
- Diretto da: Neal Israel
- Scritto da: John Peaselee

### Trama
È il primo Natale della famiglia ed Ellen e Bennet sono in conflitto sulle tradizioni natalizie da seguire. Avery teme che i regali di sua madre possano essere deludenti quindi convince Tyler e Chloe a cercarli per aprirli. Ma alla fine l'unico regalo ad esser brutto è proprio quello di Avery.
Nota: Tyler fa riferimento a Dr. Seuss: come il Grinch rubò il Natale e Chloe fa riferimento a Up.
Il regalo di Tyler è un X-Cube. Parodia di X-Box.

## Un nuovo animale
- Titolo originale: The Parrot Trap
- Diretto da: Shelley Jensen
- Scritto da: Alison Brown

### Trama
Ellen vuole dimostrare alla famiglia di essere un amante degli animali quindi porta a casa un bellissimo ma molesto pappagallo di nome Lucy. Tutti cercano un modo per liberarsene, compresa Ellen!

## Il genio della matematica
- Titolo originale: The Bone Identity
- Diretto da: Neal Israel
- Scritto da: Jim Hope

### Trama
Dopo aver sentito Avery parlare del segreto di Stan, Karl Fink (vicino di casa della famiglia) inizia a spiare Stan e il resto della famiglia per scoprire il suo segreto. Per assicurarsi che non scopra il loro segreto, Avery decide di stipulare una competizione di matematica contro Karl, dopo che si è rivelato che Tyler è un genio della matematica. Il piano per distrarre Karl dal segreto reale di Stan va a buon fine. Nel frattempo, Bennett ed Ellen sono alle prese con la fissa dei travestimenti di Chloe.

## Stan è depresso
- Titolo originale: Stan Stops Talking
- Diretto da: Shelley Jensen
- Scritto da: John Peaslee

### Trama
Stan è depresso: dai discorsi dei ragazzi capisce che presto se ne andranno di casa. La miglior cura è godersi il presente e la festa di Chloe aiuta Stan a capirlo.

## Concerto sul prato
- Titolo originale: Dog Loses Girl
- Diretto da: Neal Israel
- Scritto da: Chad Gervich

### Trama
Bennett ed Ellen vanno ad un concerto sul prato e affidano Chloe a Tyler. Tyler lascia però Chloe con Avery per uscire con Nikki, ed Avery lascia Chloe con Stan per ottenere la copia firmata di un libro. Stan alla fine perde Chloe.

## Stan cane da guardia
- Titolo originale: Stan-ing Guard
- Diretto da: Shelley Jensen
- Scritto da: Michael B. Kaplan

### Trama
Stan trova il suo scopo nella vita: fare il cane da guardia. Ma dopo giorni di duro lavoro si addormenta proprio quando c'è bisogno di lui. Avery, Tyler e Chloe si attivano per dimostrare il talento del cane in una missione.

## Così come sei
- Titolo originale: "Freaky Fido"
- Diretto da: Neal Israel
- Scritto da:

### Trama
Avery si sente ripetere da tutti che non è divertente. Per dimostrare il contrario gira un film con la sua famiglia, ma come regista è così severa che sul set nessuno si diverte. Sarà Stan a farle capire che il suo modo di fare non funziona.
Nota: Quest'episodio è stato trasmesso l'8 giugno 2013 alle 13:35 prima del corto di Topolino, senza l'aggiunta del promo. Verrà trasmesso col promo il 25 gennaio 2014.

## La ragazza volante
- Titolo originale: "Guess Who's A Cheerleader"
- Diretto da: Shelley Jensen
- Scritto da:

### Trama
Avery ha la possibilità di diventare una cheerleader ed è al settimo cielo, anche se purtroppo dovrà rinunciare all'amicizia con Lindsay. Intanto, Bennet cerca di recuperare il suo rapporto con Tyler proponendo di andare a pesca.

## La gara d'arte
- Titolo originale: Crimes Of The Art Word
- Diretto da: Shelley Jensen
- Scritto da:

### Trama
In famiglia tutti sono impegnati per il concorso d'arte ed ognuno ha il suo motivo per farlo; Avery perché ama l'arte, Tyler perché vuole i duecento dollari messi in palio e Stan e Chloe perché vogliono cimentarsi nell'arte. Quando però Avery scopre che la scultura di Tyler viene considerata più bella del suo quadro, perde il controllo e sfascia l'opera del fratello, che si arrabbia perché iniziava davvero ad appassionarsi all'arte. Nel frattempo, Ellen è arrabbiata perché pensa che Bennet non sappia riconoscere la sua bellezza.

## La prima cotta di Avery
- Titolo originale: Avery's First Crush
- Diretto da: Neal Israel
- Scritto da:

### Trama
Avery ha una cotta per Dustin Pitt, un suo amico di scuola, e non riesce a pensare ad altro. Per conquistarlo, Avery chiede aiuto a tutti, anche a Stan, da cui riceve sempre ottimi consigli. Però, il cane evita di parlarle, perché pensa che i suoi consigli possano deludere Avery, poiché Stan non conosce le relazioni umane. Nonostante ciò, da un ottimo consiglio alla ragazza, che si dichiara a Dustin senza pensarci troppo; il ragazzo, a cui è sempre piaciuta Avery, le propone di essere la sua ragazza ed i due alla fine si fidanzano. Nel frattempo, Chloe ha inventato un modo tutto suo di giocare a scacchi.

## Responsabilità
- Titolo originale: The Truck Stops Here
- Diretto da: Rich Correll
- Scritto da:

### Trama
Mentre Chloe svolge i compiti di Ellen perché pensa che fare la mamma casalinga sua facilissimo, Tyler trova un lavoro al furgone ristoro di Falco, il suo proprietario. Bennet ed Ellen, però, sono preoccupati perché il ragazzo, pur di seguire Falco in tutto il mondo, vuole lasciare la scuola. Nonostante un esplicito divieto dei genitori, Tyler continua a lavorare da Falco ma, proprio quando rimane solo nel furgone (e per di più con tanti clienti) i genitori vengono a sapere ciò che ha fatto e vanno al parco per fargli smettere di lavorare. Vedendo che Tyler tiene molto al suo lavoro ma non può gestire così tanti clienti, la famiglia decide di aiutarlo e di permettergli di lavorare ancora, a patto che vada ancora a scuola.

## La famiglia "si allarga"
- Titolo originale: A New Baby?
- Diretto da: Shelley Jensen
- Scritto da: Alison Brown

### Trama
I ragazzi inviano Stan a spiare i loro genitori, che sono sempre più strani poiché Bennet potrebbe gestire un convegno per le famiglie, ricevendo tanti soldi. Il cane fraintende le conversazioni dei due e dice ai ragazzi che in famiglia ci sarà un nuovo bebè. In realtà, con i soldi del convegno, Bennet ed Ellen vorrebbero allargare la casa con un altro bagno e comprare una barca. I ragazzi però decidono di rovinare un'importante serata per far capire ai genitori che non vogliono altri bambini ma, dopo le dovute spiegazioni di ognuno, la serata non viene rovinata ma Bennet decide di non partecipare al convegno.

## Stan parla con la nonna
- Titolo originale: Stan Talks to Gran
- Diretto da: Joel Zwick
- Scritto da:

### Trama
Bennett e Ellen vanno in un centro benessere per una settimana lasciando i tre ragazzi da soli con la nonna, che inizia a vietare ai tre il concerto a cui dovevano andare, per sbaglio Stan parla di fronte alla nonna, che credendo di essere pazza, concede tutto ai ragazzi, che presi dai sensi di colpa rivelano alla nonna il segreto di Stan.

## Fine della prima storia di Avery
- Titolo originale: Avery's First Breakup
- Diretto da: Shelley Jensen
- Scritto da:

### Trama
Avery, ad un appuntamento, viene lasciata da Dustin, il suo primo ragazzo. Pur essendo molto triste decide di non dire niente a sua madre, soprattutto perché non le ha mai parlato di amore e sentimenti.

## La festa selvaggia di Avery
- Titolo originale: Avery's Wild Party
- Diretto da: Eric Dean Seaton
- Scritto da:

### Trama
Avery fa una festa a casa sua ma i genitori non lo sanno. Nel frattempo, Bennett ed Ellen vanno ad un pigiama party al parco con Chloe.

## Talent show
- Titolo originale: My Parents Posted What?!
- Diretto da: David Kendall
- Scritto da: Michael B. Kaplan

### Trama
Avery, essendo l'unica in classe a non essere su un social network, si iscrive senza il permesso dei suoi genitori, ma quando lo scoprono postano foto e video imbarazzanti e non sanno più come cancellarli. Nel mentre, Tyler e Chloe fanno partecipare Stan ad un talent show canino.

## Il vecchio proprietario di Stan
- Titolo originale: Stan's Old Owner
- Diretto da: Shelly Jensen
- Scritto da:

### Trama
I protagonisti incontrano un signore che si dichiara essere il vecchio proprietario di Stan. Quest'ultimo se lo ricorda in quanto da cucciolo lo torturò e gli condusse esperimenti per scoprire il motivo del suo dono della parola. Tuttavia, il signore dice di essere cambiato e di aver con lui la vera famiglia di Stan e gli propone di venire via con lui a Washington. Stan inizialmente accetta e saluta nostalgicamente Avery, Tyler e Chloe, ma all'ultimo momento rifiuta la proposta del suo ex padrone, che oltretutto mentiva sul fatto di avere con lui la sua vera famiglia, e si riunisce ai padroni attuali.